# ميغارا هيبلايا

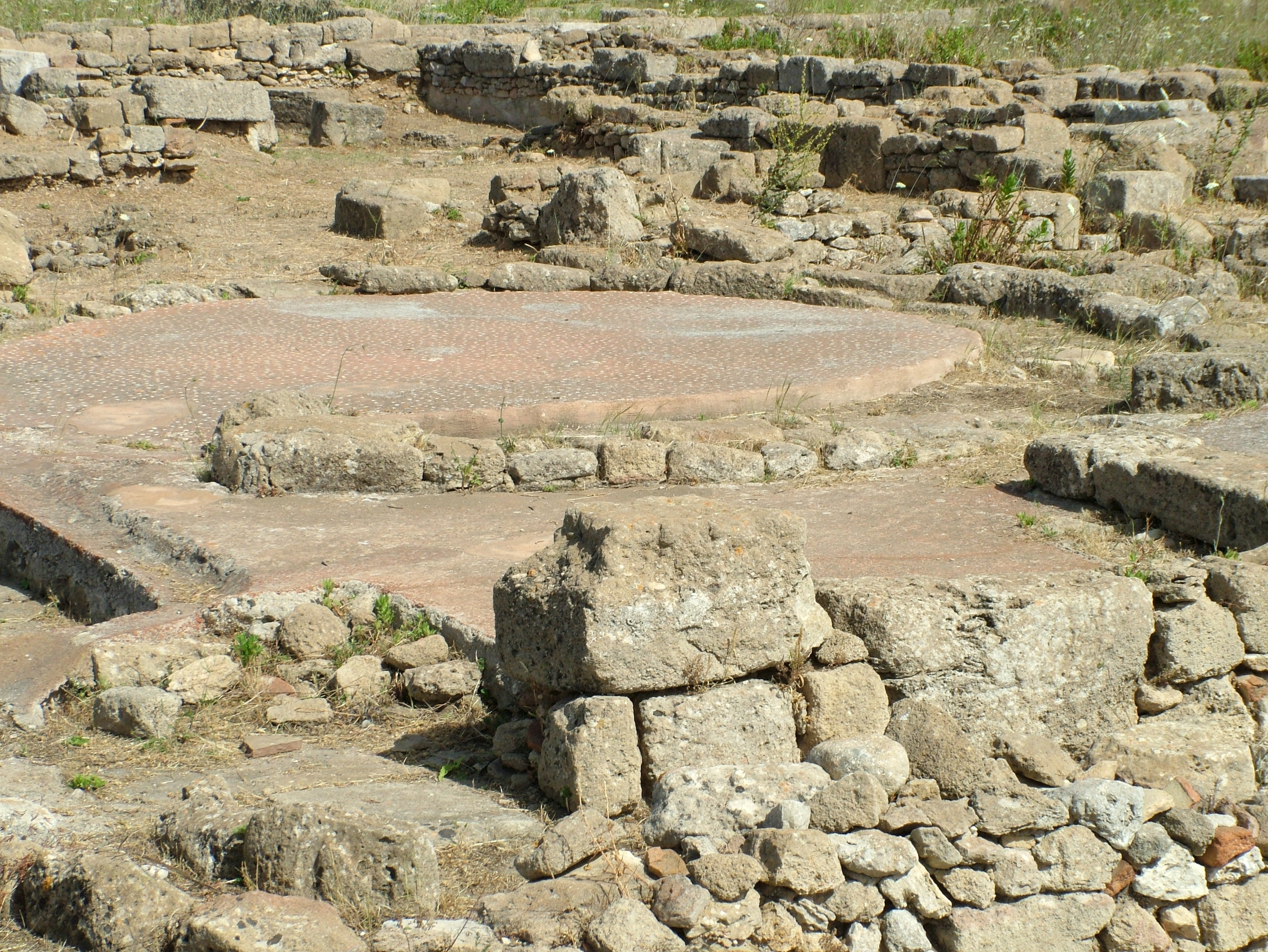
ميغارا هيبلايا

ميغارا هيبلايا (باليونانية: τὰ Μέγαρα) - ربما مطابقة لهيبلا الكبرى - هو اسم مستعمرة يونانية قديمة في صقلية، تقع بالقرب من أوغوستا على الساحل الشرقي، على بعد 20 كيلومترا إلى الشمال الغربي من سرقوسة في إيطاليا، مطلة على الخليج العميق الذي شكله الطنف الكزيفوني. كان هناك ثلاثة مدن على الأقل (وربما خمسة) تحمل اسم هيبلا في سجلات قديمة حول جزيرة صقلية والتي غالباً ما ترتبك مع بعضها البعض، والتي يصعب أيضاً التمييز بينها.